# Варшавский, Мишель
Мишель Варшавский (фр. Michel Warschawski; ивр. מיכאל ורשבסקי‎; род. 25 июля 1949, Страсбург, Франция) — израильский писатель, журналист, троцкист и антисионист.

## Биография
Родился в Страсбурге в семье раввина, бежавшего из Польши. В возрасте 19 лет перебрался в Иерусалим. Будучи студентом Еврейского университета, в 1968 году вступил в ультралевую группу «Мацпен». В 1970-е годы много путешествует по Европе, где знакомится с лидерами палестинских политических организаций. В результате раскола «Мацпен» в 1972 году он становится лидером иерусалимской организации, которая в 1975 году принимает название Революционная коммунистическая лига и становится израильской секцией Четвёртого интернационала.
Являясь активным участником движения за гражданские права, Варшавский в начале 1980-х годов был одним из создателей Комитета солидарности с Университетом Бирзейт, находящемся на Западном берегу реки Иордан. Комитет организовывал публичные встречи, пресс-конференции, демонстрации, арт-выставки и др. В дальнейшем был одним из лидеров Комитета против «Iron Fist» вместе с известным палестинским политиком Фейсалом Хуссейни. После израильского вторжения в Ливан в 1982 году участвовал в создании движения «Еш Гвуль» («Есть граница»). За протесты против действий Израиля был арестован на 2 месяца.
В 1984 году Варшавский был в числе учредителей Альтернативного информационного центра (АИЦ), занимавшегося изучением и анализом ситуации в Израиле и Палестине. Варшавский считал, что центр сделает «доступной народам по обе стороны границы информацию, которая была бы без труда доступна им… для того, чтобы арабы могли узнавать об Израиле, а евреи могли узнавать о палестинской действительности». В 1987 году Варшавский был арестован по обвинению во взаимодействии с нелегальными палестинскими организациями, и приговорен к двум с половиной годам тюрьмы, однако затем срок был сокращен. В 1995 году АИЦ возобновил свою деятельность.
В 2006 году баллотировался в Кнессет по списку Национального демократического альянса.
Варшавский регулярно пишет для «International Viewpoint», «Le Monde diplomatique», «Z Communications», «Monthly Review» и других левых изданий.
Женат на адвокате Лее Цемель, и является отцом двух сыновей и дочери.

## Цитаты
Цитаты из выступлений и публикаций:
- «Необходимо однозначно отвергнуть саму идею (и существование) еврейского государства, независимо от того, где будут его границы…» (Мишель Варшавский, 2007)[4][5].
- «Эхуд Барак, Ципи Ливни, Габи Ашкенази и Эхуд Ольмерт — не смейте появляться на церемониях памяти героев Варшавского гетто, Люблина, Вильнюса или Кишинева. Вы не представляете преемников Варшавского гетто, потому что сегодня Варшавское гетто… — это Газа, являющаяся целью ваших танков и артиллерии…» (Мишель Варшавский, январь 2009)[5][6].
- «В израильском воображении, Самир Кунтар убил Эйнат Харан, размозжив ей голову. Однако в „Деле Кунтара“, рассекреченном три дня назад, приводятся другие версии…» (16 июля 2008)[5][7].